# Broder Daniel (musikalbum)
Broder Daniel är det andra studioalbumet av den svenska rockgruppen Broder Daniel. Albumet gavs ut genom EMI den 22 april 1996, ett år och en dag efter deras debutalbum Saturday Night Engine. Det nådde som bäst plats 15 på Sverigetopplistan. Från albumet släpptes singlarna "Go My Own Way" och "Work".

## Låtlista
Alla låtar är skrivna och komponerade av Broder Daniel. 
| Nr  | Titel                      | Längd |
| --- | -------------------------- | ----- |
| 1.  | Underground                | 2:51  |
| 2.  | Work                       | 3:31  |
| 3.  | ABC 123                    | 2:36  |
| 4.  | Upside Down and Inside Out | 3:29  |
| 5.  | Steel                      | 4:28  |
| 6.  | Sorrow                     | 3:03  |
| 7.  | Go My Own Way              | 2:50  |
| 8.  | Confusion                  | 2:18  |
| 9.  | Life Is a Bubble           | 2:43  |
| 10. | The Young and the Old      | 4:06  |

## Medverkande
- Henrik Berggren – sång, gitarr
- Anders Göthberg – gitarr, keyboards, piano
- Johan Neckvall – gitarr
- Theodor Jensen – bas, gitarr
- Pop-Lars – trummor

## Listplaceringar
| Lista (1996)                | Högsta placering |
| --------------------------- | ---------------- |
| Sverige (Sverigetopplistan) | 15               |